# Schlosstheater Schwetzingen

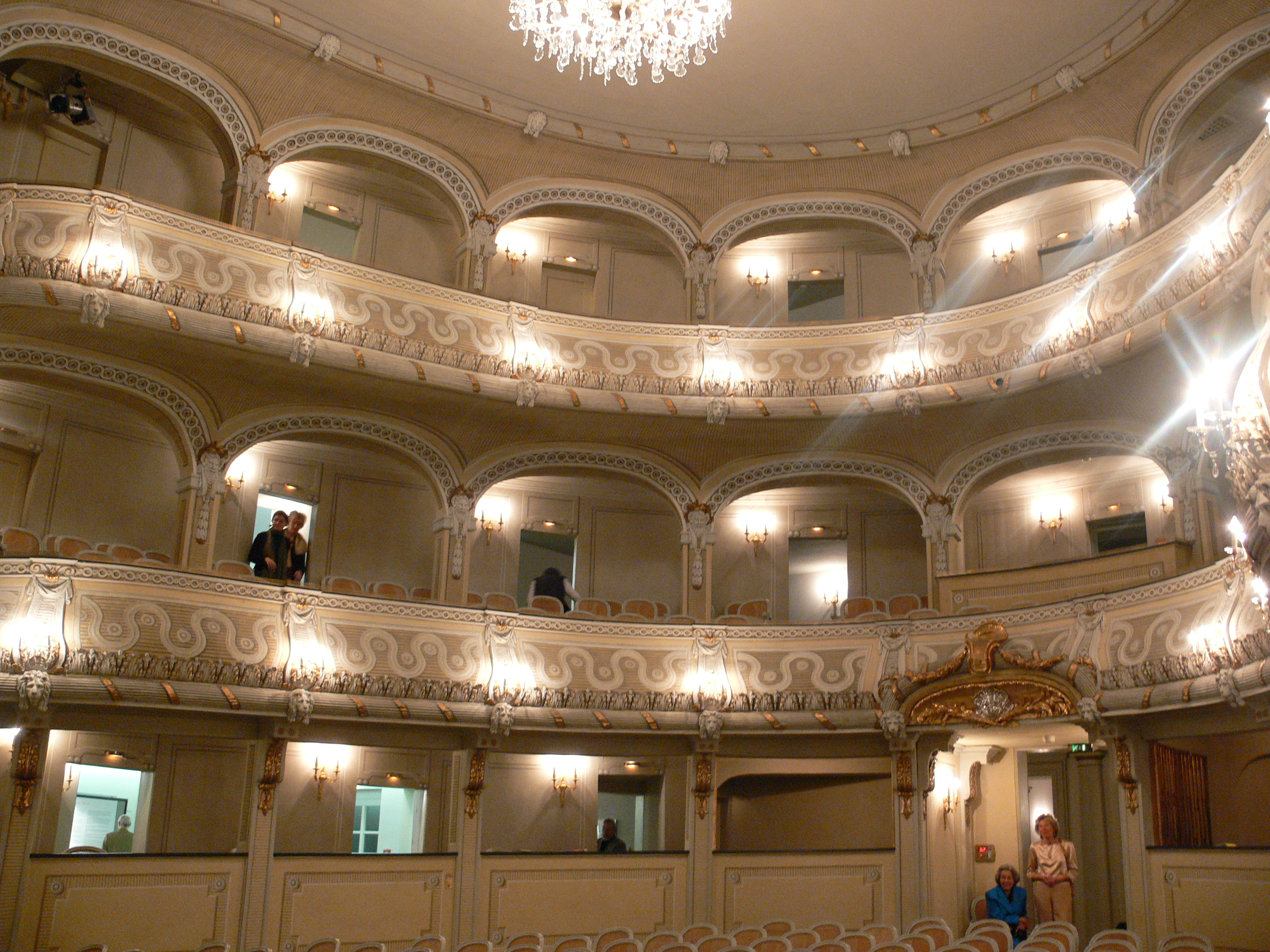
Blick in den Zuschauerraum

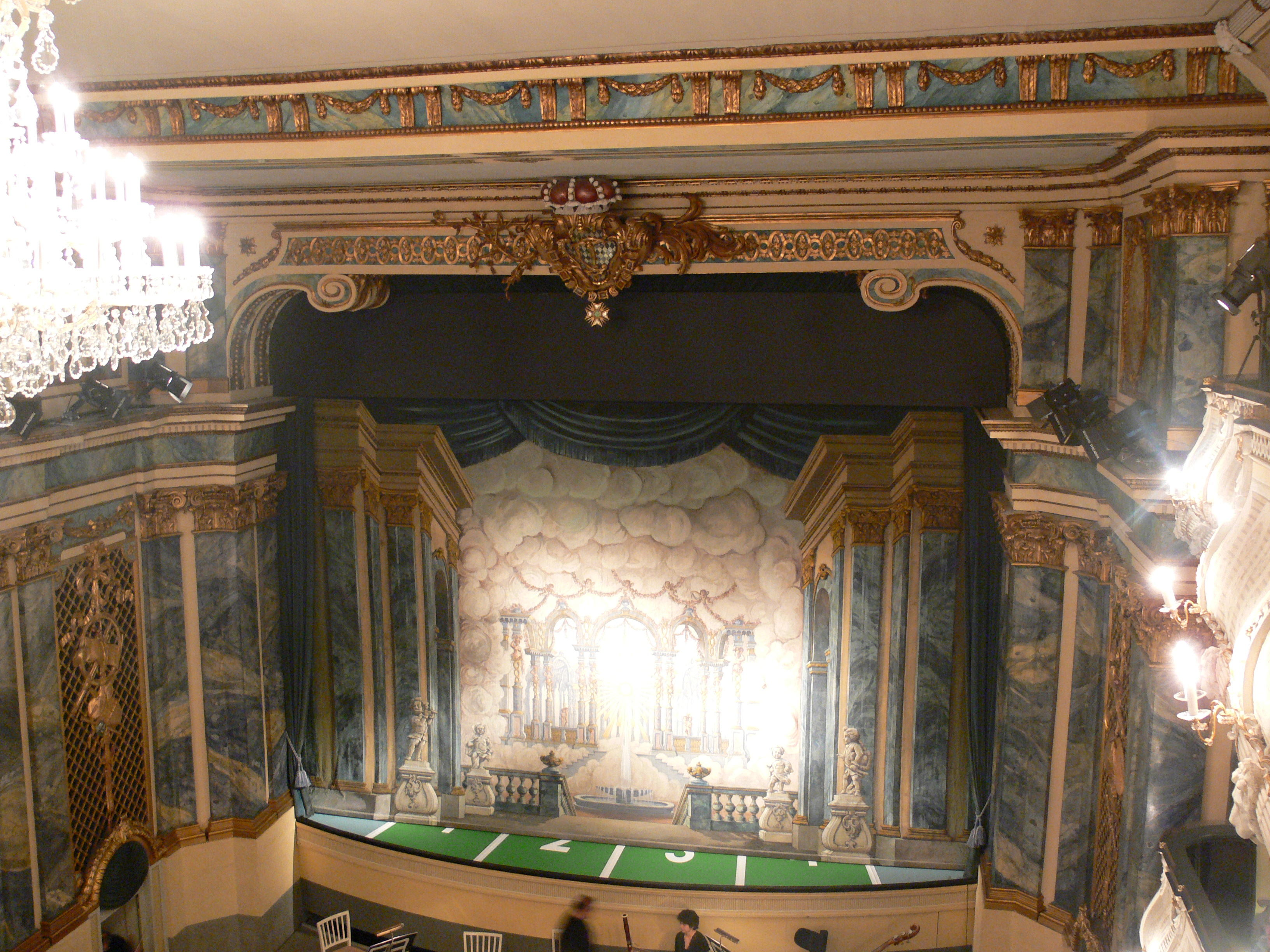
Blick zur Bühne

Das frühklassizistische Schlosstheater Schwetzingen ist Teil des Schwetzinger Schlosses. Es ist das älteste erhaltene Rangtheater weltweit und das älteste erhaltene Theater in Baden-Württemberg. Weitere Bezeichnungen sind: Hoftheater, Hofoper, oder Comoedienhaus. Der derzeit häufig, auch offiziell benutzte Name Rokokotheater ist dagegen bauhistorisch unzutreffend.

## Baugeschichte
Unter der Regierung des Kurfürsten Carl Theodor (Kurfürst der Pfalz 1743–1799, Kurfürst von Bayern 1777–1799) kam es zu einer intensiven Nutzung und einem Ausbau der Schlossanlage. Das Theater wurde von Nicolas de Pigage 1752 in zehn Wochen erbaut und 1762 nochmals erweitert. Am 15. Juni 1753 wurde es mit Ignaz Holzbauers Oper Il figlio delle selve eröffnet. Es fügt sich an den nördlichen Zirkelbau des Schlosses mit einer nordwestlich ausgerichteten Längsachse an. Von dort erfolgt der Haupteingang in die Logen und das Parterre. Ein Abschnitt des Zirkelgebäudes selbst wird heute als Foyer und Garderobe genutzt.
Nachdem Carl Theodor seine Residenz 1778 nach München verlegt hatte, fanden nur noch gelegentliche Aufführungen in Schwetzingen statt, wenn der jeweilige Kurfürst dort zu Besuch war. Auch in der badischen Zeit wurde das Theater nur selten benutzt. Es verfiel und konnte nicht mehr bespielt werden. Gegen Ende des 19. Jahrhunderts wurde das Theater nur noch als Trockenraum für Hopfen genutzt.
1937 fand eine durchgreifende Renovierung und Neugestaltung statt. Dabei wurden die damals noch weitgehend erhaltene historische Bühnenmaschinerie und die Bänke des Zuschauerraumes beseitigt. Eine weitere Renovierung erfolgte 1952. Danach wurde das Theatergebäude wieder häufig für Aufführungen von Konzerten, Opern und Schauspiel genutzt und ist seitdem zusammen mit benachbarten Sälen Hauptspielstätte der Schwetzinger Festspiele.
Eine Generalsanierung 1974 führte zum Abriss und Neubau des Bühnenhauses.
2003–2005 wurden der Zuschauerraum und das Dach des Nordzirkels restauriert. Der Zuschauerraum weist noch weitgehend die originale Bausubstanz und klassizistische Fassung der 1770er Jahre auf. Seine Fläche, 190 m2, macht etwa ein Drittel des gesamten Theaterbaus aus und bietet 512 Sitzplätze. Seit 2005 wird die Theaterbesichtigung durch ein Modell der barocken Bühnenmaschinerie im 2. Rang ergänzt. Das funktionsfähige Modell zeigt das Bühnenhaus (Unterbühne) mit seiner historischen Bühnenmaschinerie.

## Kontroverse um Namensgebung
Die Staatlichen Schlösser und Gärten Baden-Württemberg gaben am 10. November 2022 bekannt, das Rokokotheater zum 300. Geburtstag des Architekten Nicolas de Pigage am 23. August 2023 in »Pigage-Theater« umzubenennen. Grund dafür sei, dass der Name »Rokokotheater« erst im »Dritten Reich« aufkam und sich nur noch wenige Elemente aus der Rokokozeit fänden, es seien hauptsächlich frühklassizistische.
Der CDU-Landtagsabgeordnete Andreas Sturm hat sich daraufhin gegen die Umbenennung ausgesprochen, da dies eine Weltmarke zerstöre. Er nannte die Umbenennung eine »Geheimaktion ohne jede Bürgerbeteiligung«.
Neben einer Anfrage im Landtag von Baden-Württemberg und einer Unterschriftenaktion recherchierte Andreas Sturm, dass es Erwähnungen bereits in den 1920er-Jahren gegeben habe und man daher nicht behaupten könne, dass die Namensgebung während des Dritten Reichs erfolgt sei.
Am 30. November 2022 nahmen die Staatlichen Schlösser und Gärten Baden-Württemberg die geplante Namensgebung zurück.

## Heutige Nutzung
Neben barocken und klassischen Opern werden während der Schwetzinger Festspiele des SWR auch zeitgenössische Opern im Theater aufgeführt. Seit 1952 wurden mehr als 35 Opernkompositionen in Auftrag gegeben und im Schlosstheater uraufgeführt. Zu den Komponisten zählen Werner Egk, Hans Werner Henze, Aribert Reimann, Salvatore Sciarrino, Udo Zimmermann und Adriana Hölszky. Neben dem Opernprogramm sind Konzerte die zweite Säule des heutigen Theaterbetriebs. Schauspiele finden gelegentlich als Gastspiele statt. Ein jährliches Mozartfest bietet vielfältige Veranstaltungen.

## Wissenswert
Über 50 Bühnenbildentwürfe der Theaterarchitekten Stefan Schenk, Lorenzo und Joseph Quaglio sind erhalten.